# Фани Каплан
Фани Ефимовна Каплан (на руски: Фа́нни Ефи́мовна Капла́н; родена Фейга Хаимовна Ройтблат) е революционерка, членка на Партията на социалистите-революционери, опитала се да извърши покушение срещу Владимир Ленин.
Тя счита Ленин за предател на революцията, когато болшевиките забраняват партията ѝ. На 30 август 1918 г. тя се приближава до Ленин, докато той напуска завод в Москва, и произвежда три изстрела, ранявайки го тежко. В последвалия разпит на Чека тя отказва да назове съучастници и е екзекутирана на 3 септември. След посягането на живота на Ленин и след убийството на Мойсей Урицкий съветското правителство решава да върне смъртното наказание, след като първоначално е било отменено на 28 октомври 1918 г.

## Биография
Каплан е родена в еврейско семейство, едно от общо седем деца. Тя развива политически революционни възгледи в много ранна възраст и се присъединява към социалистическата групировка Партия на социалистите-революционери. През 1906 г., на 16-годишна възраст, Каплан е арестувана в Киев за участие в терористичен заговор и е осъдена на каторга до живот. Служи в каторгите на Нерчинск в Сибир. Там тя губи зрението си, което по-късно се възстановява. Събличана е гола и е подлагана на бой със сопи. Напълно съблеченото телесно наказание не е обичайно за политическите затворници по това време. Освободена е на 3 март 1917 г., след като имперското правителство пада в резултат на Февруарската революция. Вследствие на затвора Каплан страда от продължителни главоболия и епизоди на слепота.
Каплан се разочарова от Ленин с пораждането на конфликта между Партията на социалистите-революционери и Болшевишката партия. Болшевиките силно подкрепят революционните съвети, но на изборите във Всеруското учредително събрание болшевиките не печелят мнозинство и през ноември 1918 г. социалист-революционер е избран за президент. Болшевиките, които са в полза на съветите, нареждат учредителното събрание да бъде разпуснато. Към август 1918 г. конфликтите между болшевиките и политическите им противници водят до забраняването на повечето от останалите влиятелни партии. Сред тях попада и Партията на левите социалисти-революционери, които дълго време са коалиционен партньор на болшевиките, но организират бунт срещу болшевиките през юли 1918 г., тъй като не са съгласни с Брест-Литовския мирен договор. Каплан решава да убие Ленин, считайки го за „предател на революцията“.

### Опит за убийство
На 30 август 1918 г. Ленин изнася реч в завода за оръжия на Михелсон в южната част на Москва. Когато Ленин излиза от сградата и преди да се е качил в колата си, Каплан го извиква. Когато Ленин се обръща към нея, тя стреля три пъти с пистолета си. Един куршум минава през палтото му, втори го уцелва в ключицата и част от левия му бял дроб, а третият го уцелва в лявото рамо.
Ленин е отведен в жилището си в Кремъл. Той се страхува, че навън има други заговорници, които искат да го убият, и отказва да напусне безопасността на Кремъл, за да получи медицинска помощ в болница. Вместо това са извикани лекари, но те не успяват да извадят куршумите. Въпреки тежки си рани, Ленин оцелява. Все пак, той така и не се възстановява напълно от нападението, като се смята, че опитът за убийство допринася за инсултите, които го инвалидизират и в крайна сметка слагат край на живота му през 1924 г.

### Екзекуция
Каплан е арестувана и разпитвана от Чека. Тя прави следното изявление:
| „ | Казвам се Фаня Каплан. Днес аз стрелях по Ленин. Направих го сама. Няма да кажа откъде съм взела пистолета си. Няма да давам подробности. Реших да убия Ленин отдавна. Считам го за предател на революцията. Бях изпратена в каторгата Акатуй заради участието си в опит за убийство срещу царски държавен служител в Киев. Там прекарах 11 години тежък труд. След революцията бях освободена. Подкрепям Учредителното събрание и все още съм за него. | “ |

След като става ясно, че Каплан няма да назове нито един съучастник, тя е екзекутирана в Александровската градина в Москва на 3 септември 1918 г. с куршум в тила. Трупът ѝ е натъпкан във варел и подпален. Заповедта издава Яков Свердлов.

### Последици
В официалното становище след опита за убийство Каплан е обявена за дясна есерка. Също на 30 август в Петроград е убит Мойсей Урицкий, народен комисар за вътрешните работи в Северния район и началник на ЧеКа (Черезвичайний комитет) в Петроград. И макар че ЧеКа не намира никакви доказателства за връзка между двете покушения, едновременността им е възприета като особена важна в общия контекст на засилващата се гражданска война. Реакцията на болшевиките е рязко усилване на гоненията на опонентите им.
Само часове след екзекуцията на Каплан е издаден официален указ, призоваващ за всеобща борба срещу "враговете на революцията". През следващите няколко месеца са екзекутирани около 800 десни есери и други политически противници на болшевиките. През първата година мащабът на Червения терор се увеличава многократно.